# 过年好
《过年好》（英語：The New Year's Eve of Old Lee）是高群书执导、赵本山主演的一部中国贺岁喜剧电影，改编自李宗熹话剧《守岁》。于2016年2月1日正式上映。

## 演员

### 主演
| 演员   | 角色                   | 备注                                                                 |
| 赵本山 | 老李                   | 一位退休中学老师。                                                   |
| 闫 妮  | 李羊朵                 | 制作经典话剧的北漂，既要为事业打拼，更不能忽视远在东北老家的父亲。   |
| 热依扎 | 朱莉                   | 李羊朵的女儿，远在美国留学。                                         |
| 炎亚纶 | 皮特（朱莉的大学师哥） | 一个长相帅气且心地善良的华侨                                         |
| 潘斌龙 | 小天                   | 小卖部老板，和老李是老街坊，生性乐观，虽是个生意人但特喜欢吟诗作对。 |
| 大 鹏  | 刘大海                 | 东北当地房地产老板，也是李羊朵中学同学                               |

### 特别出演
| 演员   | 角色         | 备注                       |
| 张 译  | 李二毛       | 老李的儿子，李羊朵的弟弟   |
| 于和伟 | 沈强         | 火车站派出所警察           |
| 连奕名 | 朱和平       | 李羊朵前夫                 |
| 黃小蕾 | 孫舞空       | 朱和平現任                 |
| 买红妹 | 买小米       | 大海的秘书，大海羊朵的同学 |
| 梁 静  | 賣雞姑娘     |                            |
| 周冬雨 | 小家雀兒     | 朱莉的发小                 |
| 陈晓卿 | 陈晓卿       | 李羊朵的朋友               |
| 俞飞鸿 | 李羊朵合伙人 |                            |
| 宋妍霏 | 白富美       |                            |

### 友情出演
| 演员   | 角色           | 备注 |
| 姚 晨  |                |      |
| 文 章  |                |      |
| 张歆艺 | 环卫工人       |      |
| 陈 赫  | 小姑娘父親     |      |
| 袁 弘  |                |      |
| 沙 溢  | 電視台台長     |      |
| 王小利 |                |      |
| 刘小光 |                |      |
| 王志飞 | 电视节目主持人 |      |

## 宣传
2015年12月30日中午本片在北京召开定档发布会，现场曝光了影片的首款海报和预告片，还宣布影片将在2月8日猴年初一全国公映，这也是赵本山一年多后首次在公众场合露面。
2016年1月8日曝光暖心版预告。
1月24日下午，在北京蓝色港湾传奇时代影城首映，导演高群书携赵本山、闫妮、热依扎、于和伟、梁静等主演亮相。
1月29日宣布提档至2月1日。

## 花絮
赵本山隐晦地对导演高群书开玩笑说，“胆儿挺大，我还以为没人敢找我演戏了呢，万一播不了可咋办啊。”很快，他自问自答，“反正演完了，能不能播不关我的事了”。还自嘲已经不太会表演了，“老不演容易忘，多亏这回演一个小脑萎缩的老头儿，忘点词，说点胡话，也没人挑，正好适合我这个人物。”